# Vi Văn Mạn
Vi Văn Mạn (sinh 1949) là một tướng lĩnh cao cấp của Quân đội nhân dân Việt Nam, hàm Trung tướng. Ông từng là Chính ủy Quân khu 1 (2004-2011), Đại biểu Quốc hội Việt Nam khóa X, thuộc đoàn đại biểu Lạng Sơn.

## Sự nghiệp
Năm 1995 ông là chỉ huy phó về chính trị BCHQS tỉnh Lạng Sơn
Năm 1999 ông là Phó Cn Chính trị, Chủ nhiệm chính trị Quân khu 1
Năm 2004 ông là Chính ủy Quân khu 1
Năm 2006 UVTW Đảng khóa X(2006-2011)
Năm 2011 ông nghỉ hưu.
Thiếu tướng (2002) Trung tướng (2007)